# Fonogram
Fonogram (z gr. phōnē, phōnēma 'dźwięk, głos' i gráphein 'skrobać, rytować, rysować, pisać'): 
1. znak graficzny dźwięku w piśmie  ideograficzno-fonetycznym[2];
2. pierwsze utrwalenie warstwy dźwiękowej jakiegoś utworu lub zjawiska akustycznego; w przemyśle fonograficznym najczęściej występuje pod postacią tzw. taśmy matki, nośnika, za pomocą którego następnie utwór może zostać powielony, zwielokrotniony i wprowadzony do obrotu.